# Переработка электроники

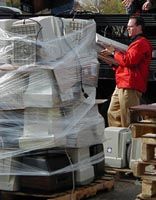
Собранные для переработки компьютерные мониторы

Переработка электронных отходов (электронная переработка или компьютерная переработка) — разборка и разделение компонентов и сырья отработанной электроники.
С момента своего создания в начале 1990-х годов все больше и больше устройств перерабатываются по всему миру благодаря повышению осведомленности и инвестиций. Переработка электроники происходит главным образом для извлечения ценных и редкоземельных металлов, которые в дефиците, а также пластмасс и металлов (в основном меди). Они перепродаются или используются в новых устройствах после очистки, что создает циклическую экономику. Однако можно также использовать полезные компоненты неисправных компьютеров, которые могут быть повреждены без возможности ремонта, чтобы изготовить или использовать детали на новых компьютерах, что может покрыть материальные затраты, в качестве другого дешевого способа переработки в домах и на рабочих местах.

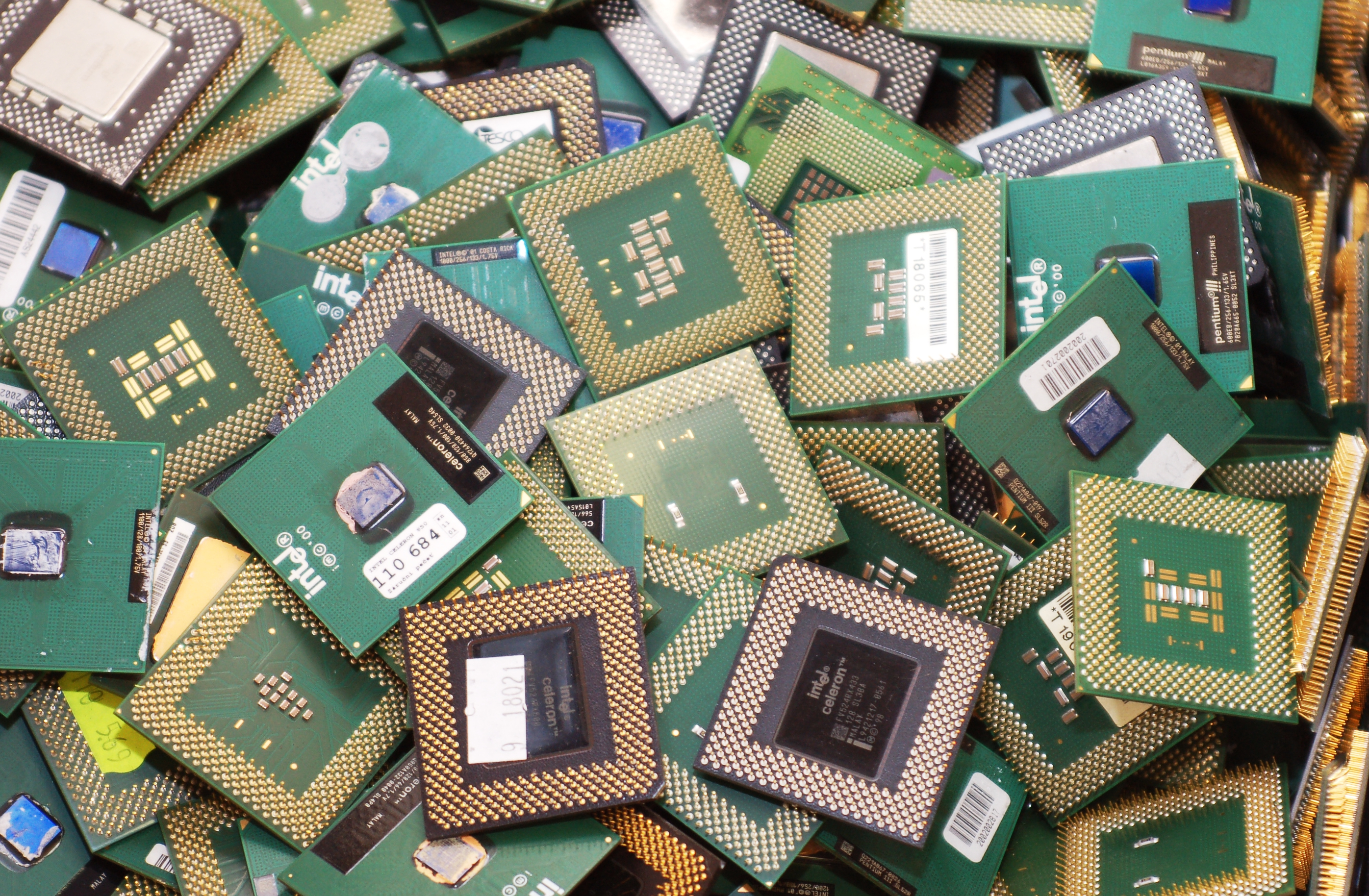
Извлечённые процессоры из старых ЭВМ

Вторичная переработка считается экологически чистой, поскольку она предотвращает попадание в атмосферу опасных отходов, в том числе тяжёлых металлов и канцерогенов, на свалку или в воду. 
В то время как электроника составляет небольшую часть от общего количества отходов, они гораздо более опасны.
В 2009 году 38 % компьютеров и четверть всех электронных отходов были переработаны в Соединенных Штатах — на 5 и 3 % более, по сравнению с 3 годами ранее. 

## Способы переработки

### Потребительская переработка

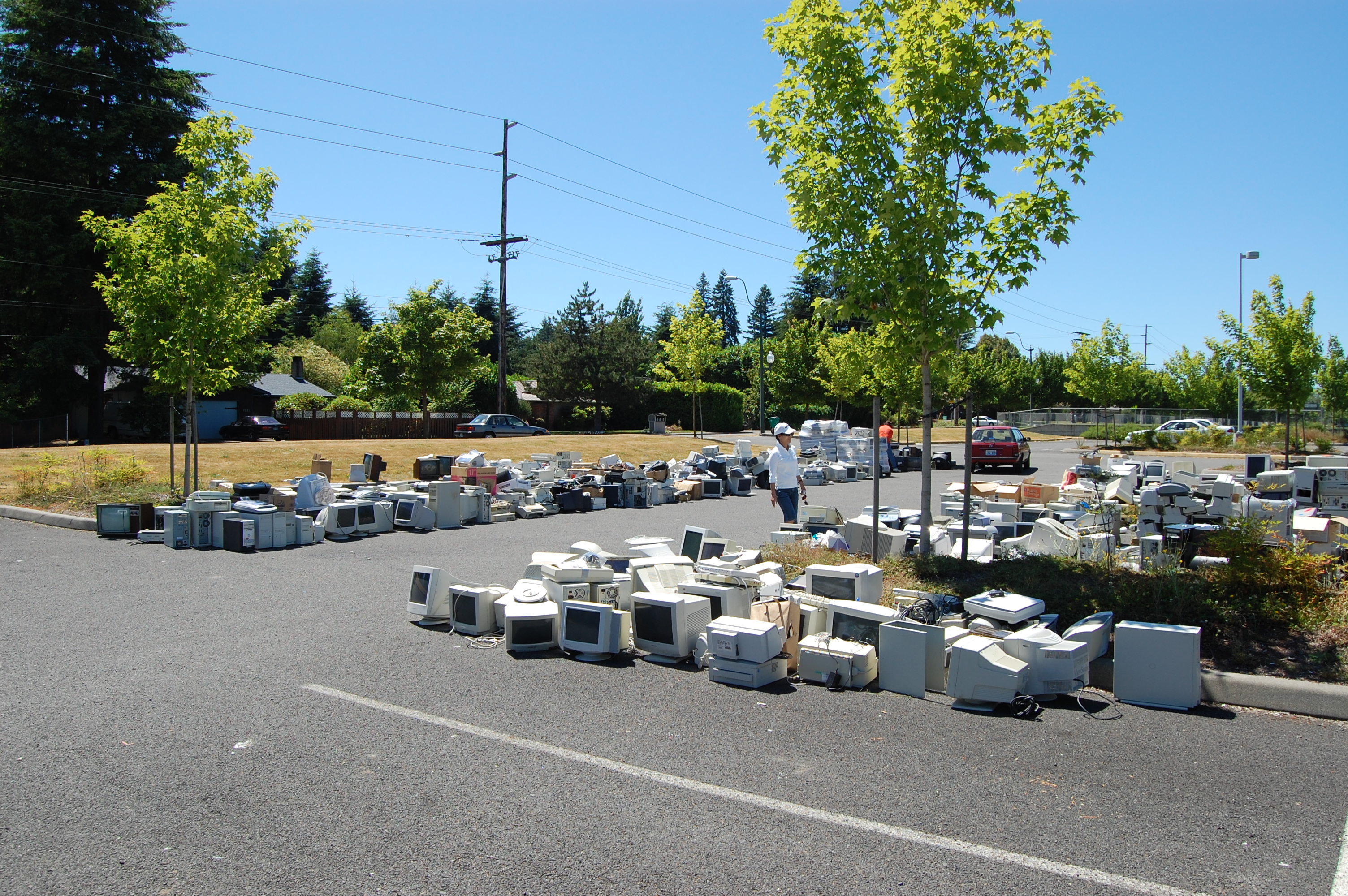
Собранные для переработки старые компьютеры возле школы в Олимпии, США

Варианты потребительской переработки состоят из  продажи, безвозмездной передачи компьютеров непосредственно нуждающимся организациям, отправки устройств непосредственно их первоначальным производителям или поставки компонентов в удобный пункт переработки или восстановления.

### Превращение в лом
В процессе переработки телевизоры, мониторы, мобильные телефоны и компьютеры обычно тестируются на повторное использование и ремонтируются. В случае поломки они могут быть разобраны на детали, которые все еще имеют высокую стоимость, если рабочая сила достаточно дешевая. Другие электронные отходы измельчаются до кусков размером примерно 100 мм и проверяются вручную для отделения токсичных батарей и конденсаторов, содержащих ядовитые металлы. Оставшиеся кусочки дополнительно измельчают до ~ 10 мм и пропускают под магнитом для удаления черных металлов. Вихревые токи выбрасывают цветные металлы, которые сортируются по плотности с помощью центрифуги или виброплиты. Драгоценные металлы можно растворить в кислоте, отсортировать и выплавить в слитки. Остальные стеклянные и пластиковые фракции разделяются по плотности и продаются на переработчики. Телевизоры и мониторы должны быть разобраны вручную для удаления либо токсичного свинца в ЭЛТ, либо ртути на плоских экранах.
Корпорации сталкиваются с рисками как для не полностью уничтоженных данных, так и для неправильно расположенных компьютеров.

### Продажа
Онлайн-аукционы являются альтернативой для потребителей, желающих перепродать за наличные без комиссий, в сложной, управляемой собой, конкурентной среде Объявления в Интернете могут быть такими же рискованными из-за мошенничества.

### Возврат
Исследуя компьютерные компании перед покупкой компьютеров, потребители могут узнать, предлагают ли они услуги по переработке. Большинство крупных производителей компьютеров предлагают некоторую форму утилизации. По желанию пользователя они могут отправить свои старые компьютеры или договориться о получении товара от производителя.
Hewlett-Packard также предлагает бесплатную переработку, но только одна из их«национальных» программ утилизации доступна на национальном уровне, а не в одном или двух конкретных штатах.  Hewlett-Packard также предлагает как вознаграждение приобрести любой компьютерный продукт любого бренда и купон на покупку будущих компьютеров или компонентов.